# Fostoria (Ohio)
Fostoria és una població dels Estats Units a l'estat d'Ohio. Segons el cens del 2000 tenia 13.931 habitants.

## Demografia
Segons el cens del 2000, Fostoria tenia 13.931 habitants, 5.565 habitatges, i 3.628 famílies. La densitat de població era de 740,9 habitants/km².
Dels 5.565 habitatges en un 32% hi vivien nens de menys de 18 anys, en un 44,9% hi vivien parelles casades, en un 15,1% dones solteres, i en un 34,8% no eren unitats familiars. En el 29,6% dels habitatges hi vivien persones soles el 12,7% de les quals corresponia a persones de 65 anys o més que vivien soles. El nombre mitjà de persones vivint en cada habitatge era de 2,46 i el nombre mitjà de persones que vivien en cada família era de 3,03.
Per edats la població es repartia de la següent manera: un 27% tenia menys de 18 anys, un 8,8% entre 18 i 24, un 27,7% entre 25 i 44, un 20,8% de 45 a 60 i un 15,6% 65 anys o més.
L'edat mediana era de 36 anys. Per cada 100 dones de 18 o més anys hi havia 87 homes.
La renda mediana per habitatge era de 31.166 $ i la renda mediana per família de 38.427 $. Els homes tenien una renda mediana de 31.476 $ mentre que les dones 22.016 $. La renda per capita de la població era de 15.568 $. Aproximadament el 9% de les famílies i l'11,2% de la població estaven per davall del llindar de pobresa.

## Poblacions més properes
El següent diagrama mostra les poblacions més properes.